# Sankuru (rivier)
De Sankuru is een grote rivier in de Democratische Republiek Congo. Met een lengte van ongeveer 1200 km is zij de langste zijrivier van de Kasaï-rivier, die uiteindelijk in de Kongostroom uitmondt.

## Geografie
Boven de samenvloeiing met haar zijrivier Mbuji-Mayi staat zij ook bekend als Lubilash of Lubilanji. De Sankuru stroomt in noordelijke en vervolgens in westelijke richting. Daarna mondt zij uit in de Kasaï-rivier bij Bena-Bendi, op 4°17′S 20°25′E. 
De rivier doorloopt de steden Mpanya-Mutombo, de provinciehoofdplaats Lusambo en Bena Dibele. 